# Галли, Никколо
Никколо Галли (итал. Niccolò Galli; родился 22 мая 1983 года, Флоренция, Италия — 10 февраля 2001 года, Болонья) — итальянский футболист, сын вратаря Джованни Галли.

## Клубная карьера
Никколо — сын вратаря Джованни Галли, игрока национальной сборной, начал делать первые шаги в футболе в клубе родного города, «Фиорентине». В августе 1999 года Никколо перешёл в английский «Арсенал». Он провел один год в Лондоне, выиграв молодёжный кубок Англии в 2000 году, а затем вернулся в Италию, чтобы закончить учёбу. В это время он был в аренде в клубе «Болонья». Именно здесь карьера многообещающего молодого центрального защитника действительно начала проясняться посредством дебюта в Серии А и вызовом в молодёжные команды Италии. Однако, внезапная кончина оборвала жизнь одного из самых перспективных молодых футболистов на своей позиции.
В память о Галли, выступавшем под № 27, его близкий друг Фабио Квальярелла также играет под № 27.